# Lịch Chung Rôma
Lịch Chung Rôma (hay còn gọi Lịch La Mã Tổng quát) là lịch phụng vụ cho biết ngày cử hành các thánh và các mầu nhiệm của Chúa Giêsu Kitô trong Nghi lễ Rôma của Giáo hội Công giáo, bất cứ nơi nào nghi thức phụng vụ này được sử dụng. Những lễ này là một ngày cố định hàng năm; hoặc diễn ra vào một ngày cụ thể trong tuần (ví dụ như Lễ Chúa Chịu phép rửa vào tháng Giêng và Lễ Chúa Kitô Vua Vũ trụ vào tháng 11); hoặc liên quan đến ngày lễ Phục Sinh (ví dụ như các lễ kính Thánh Tâm Chúa Giêsu và Trái Tim Vô Nhiễm Nguyên Tội Mẹ Maria). Lịch quốc gia và giáo phận, kể cả lịch của chính giáo phận Rôma cũng như lịch của các dòng tu và thậm chí của các châu lục, hoặc thêm các vị thánh và các mầu nhiệm khác hoặc chuyển việc cử hành một vị thánh hoặc một mầu nhiệm cụ thể từ ngày được ấn định trong Lịch chung sang một ngày khác.
Các lịch phụng vụ này cũng cho biết mức độ hoặc cấp bậc của mỗi cử hành: lễ nhớ (có thể chỉ là lễ nhớ tự do), lễ kính hoặc lễ trọng. Trong số những điểm khác biệt khác, Kinh Vinh Danh được nói hoặc hát trong Thánh lễ của một lễ kính nhưng không phải trong lễ nhớ, và Kinh Tin Kính được thêm vào trong các lễ trọng.
Lần sửa đổi chung cuối cùng của Lịch La Mã Tổng quát là vào năm 1969 và được ủy quyền bởi tự sắc Mysterii Paschalis của Đức Phaolô VI. Tự sắc và sắc lệnh ban hành đã được đưa vào quyển sách Calendarium Romanum (Lịch Rôma), được xuất bản cùng năm bởi Libreria Editrice Vaticana (Nhà xuất bản Vatican).  Điều này cũng bao gồm tài liệu chính thức Quy chế phổ quát về Năm Phụng vụ và Niên lịch, và danh sách các lễ kỷ niệm của Lịch La Mã Chung. Cả hai tài liệu này cũng được in (ở dạng sửa đổi hiện tại) trong Sách Lễ Rôma, sau Quy chế Tổng quát Sách Lễ Rôma .  

## Lựa chọn các vị thánh bao gồm
Mặc dù việc phong thánh liên quan đến việc bổ sung tên của vị thánh vào Sổ bộ Các thánh Rôma, nhưng nó không nhất thiết liên quan đến việc đưa tên của vị thánh vào Lịch chung của La Mã, lịch này chỉ đề cập đến một số ít các vị thánh được phong thánh. Có một quan niệm sai lầm phổ biến rằng một số vị thánh, (ví dụ, Thánh Christôphôrô) bị "xoá tên khỏi sổ bộ các thánh" vào năm 1969 hoặc việc tôn kính họ đã bị "bãi bỏ". Trên thực tế, Christôphôrô được công nhận là một vị thánh của Giáo hội Công giáo, được liệt kê là một vị tử đạo trong Sổ bộ Các thánh Rôma vào ngày 25 tháng 7.  Năm 1969, Đức Phaolô VI ban hành tự sắc Mysterii Paschalis. Trong đó, ông nhận ra rằng, trong khi các Công vụ của Thánh Christôphôrô chỉ mang tính chất huyền thoại, thì những bằng chứng cho việc tôn kính vị tử đạo đã có từ thời cổ đại. Sự thay đổi của ông đối với lịch các vị thánh bao gồm việc "để lại lễ tưởng niệm Thánh Christôphôrô cho lịch địa phương" vì ngày đưa nó vào lịch La Mã tương đối muộn. 

## Năm phụng vụ
Trong các sách phụng vụ, tài liệu Lịch Rôma Tổng Quát (liệt kê không chỉ các lễ kỷ niệm cố định mà cả một số lễ di động) được in ngay sau tài liệu Quy chế Phổ quát về Năm Phụng vụ và Niên lịch,   ghi rằng "trong suốt trong suốt năm, Giáo hội tiết lộ toàn bộ mầu nhiệm Chúa Kitô và cử hành sinh nhật Nước Trời của các Thánh”. Theo quy định, lễ sinh nhật Nước Trời của một vị thánh được cử hành vào một ngày cố định trong năm (mặc dù đôi khi chúng có thể được dời sang hoặc từ Chủ nhật), nhưng các mầu nhiệm của Chúa Kitô thường được cử hành vào những ngày luôn thay đổi theo từng năm. Năm của Giáo hội Công giáo kết hợp hai chu kỳ cử hành phụng vụ. Một cái đã được gọi là Phần riêng về Mùa hoặc Temporale, được liên kết với ngày lễ Phục Sinh có thể di chuyển và ngày lễ Giáng Sinh cố định. Cái còn lại được liên kết với các ngày dương lịch cố định và được gọi là Phần riêng Chư thánh hoặc Sanctorale.     Lịch La Mã chung bao gồm các lễ kỷ niệm thuộc về Phần riêng về Mùa và không giới hạn ở những lễ kỷ niệm thuộc về Phần riêng Chư thánh. Trường hợp có hai lễ xảy ra trong cùng một ngày được gọi là một lần xảy ra. 

## Dời các ngày lễ
Một số lễ kỷ niệm được liệt kê trong Lịch chung Rôma được chuyển sang một ngày khác:
Vì lợi ích mục vụ của giáo dân, được phép cử hành vào các Chúa nhật Thường niên những cử hành rơi vào các ngày trong tuần và có sức thu hút đặc biệt đối với lòng đạo đức của các tín hữu, miễn là các cử hành được ưu tiên hơn các Chúa nhật này trong Bảng ngày Phụng vụ.

## Danh sách các lễ kỷ niệm được ghi trong Lịch chung
Danh sách này chứa tất cả các lễ kỷ niệm hiện được ghi trong Lịch Chung Rôma. Nó được cập nhật bất cứ khi nào giáo hoàng thay đổi các lễ kỷ niệm trong Lịch Chung Rôma.
Khi không có trích dẫn nào được cung cấp cho một lễ kỷ niệm cụ thể, thì nó đến từ quyển Calendarium Romanum Generale như được in trong bản gốc Latinh của Sách Lễ Rôma (Missale Romanum, ed. typ. tertia (reimpressio emendata)), phát hành năm 2008.  Các lễ kỷ niệm được bổ sung hoặc thay đổi đều được trích dẫn từ các sắc lệnh chính thức.

### Tháng Giêng
- 1 tháng 1: Lễ Đức Maria, Mẹ Thiên Chúa – lễ trọng
- 2 tháng 1: Thánh Basiliô Cả và Grêgôriô Nazianzen, Giám mục Tiến sĩ Hội thánh – lễ nhớ
- 3 tháng 1: Danh Thánh Chúa Giêsu – lễ nhớ tự do
- 6 tháng 1: Lễ Chúa Hiển Linh – lễ trọng a
- 7 tháng 1: Thánh Raymunđô thành Penyafort, Linh mục – lễ nhớ tự do
- 13 tháng 1: Thánh Hilariô, Giám mục Tiến sĩ Hội Thánh – lễ nhớ tùy chọn
- 17 tháng 1: Thánh Antôn, Viện phụ – lễ nhớ
- 20 tháng 1: Thánh Fabianô, Giáo hoàng Tử đạo – lễ nhớ tự do
- 20 tháng 1: Thánh Sêbastianô, Tử đạo – lễ nhớ tự do
- 21 tháng 1: Thánh Anê, Trinh nữ Tử đạo – lễ nhớ
- 22 tháng 1: Thánh Vinh Sơn, Phó tế Tử đạo – lễ nhớ tự do
- 24 tháng 1: Thánh Phanxicô Salêsiô, Giám mục Tiến sĩ Hội Thánh – lễ nhớ
- 25 tháng 1: Thánh Phaolô Tông đồ trở lại – lễ kính
- 26 tháng 1: Thánh Timôthê và Titô, Giám mục – lễ nhớ
- 27 tháng 1: Thánh Angela Merici, Trinh nữ – lễ nhớ tự do
- 28 tháng 1: Thánh Tôma Aquinô, linh mục tiến sĩ Hội Thánh – lễ nhớ
- 31 tháng 1: Thánh Gioan Bosco, linh mục – lễ nhớ
- Chúa nhật sau Ngày 6 Tháng 01: Lễ Chúa Chịu Phép Rửa – lễ kính b

^a  Lễ Chúa Hiển Linh luôn được cử hành vào ngày 6 tháng 1 trên Lịch Chung, nhưng trên lịch riêng (bao gồm Việt Nam), nó được chuyển về Chúa Nhật sau ngày 1 tháng 1.
^b  Khi lễ trọng Chúa Hiển Linh dời về ngày Chúa Nhật, diễn ra vào ngày 7 hoặc ngày 8 tháng 1, lễ Chúa Chịu Phép Rửa được cử hành vào Thứ Hai tiếp theo.

### Tháng Hai
- 2 tháng 2: Lễ Đức Mẹ dâng Chúa Giêsu trong Đền Thánh – lễ kính
- 3 tháng 2: Thánh Blasiô, Giám mục Tử đạo – lễ nhớ tự do
- 3 tháng 2: Thánh Ansgariô, Giám mục – lễ nhớ tự do
- 5 tháng 2: Thánh Agatha, Trinh nữ Tử đạo – lễ nhớ
- 6 tháng 2: Thánh Phaolô Miki và Các bạn, Tử đạo – lễ nhớ
- 8 tháng 2: Thánh Giêrônimô Emiliani – lễ nhớ tự do
- 8 tháng 2: Thánh Josephine Bakhita, Trinh nữ – lễ nhớ tự do
- 10 tháng 2: Thánh Scholastica, Trinh nữ – lễ nhớ
- 11 tháng 2: Đức Mẹ Lộ Đức – lễ nhớ tự do
- 14 tháng 2: Thánh Cyrillô, Đan sĩ và Mêthôđiô, Giám mục – lễ nhớ
- 17 tháng 2: Bảy Đấng Sáng lập Dòng Tôi Tớ Đức Mẹ – lễ nhớ tự do
- 21 tháng 02: Thánh Phêrô Đamianô, Giám mục Tiến sĩ Hội Thánh – lễ nhớ tự do
- 22 tháng 2: Lập Tông Tòa Thánh Phêrô Tông đồ – lễ kính
- 23 tháng 2: Thánh Pôlycarpô, Giám mục, Tử đạo – lễ nhớ
- 27 tháng 2: Thánh Grêgôriô Narascêniô, Viện phụ Tiến sĩ Hội thánh – lễ nhớ tự do a

^a  Vào ngày 25 tháng 1 năm 2021, Đức Giáo hoàng Phanxicô đã ghi Thánh Grêgôriô Narascêniô, Viện phụ Tiến sĩ Hội thánh, vào trong Lịch Chung Rôma.

### Tháng Ba
- 4 tháng 3: Thánh Casimirô – lễ nhớ tự do
- 7 tháng 3: Thánh Perpetua và Fêlicita, Tử đạo – lễ nhớ
- 8 tháng 3: Thánh Gioan Thiên Chúa, Tu sĩ – lễ nhớ tự do
- Ngày 9 tháng 3: Thánh Phanxica thành Rôma, Nữ tu – lễ nhớ tự do
- 17 tháng 3: Thánh Patriciô, Giám mục – lễ nhớ tự do
- 18 tháng 3: Thánh Cyrillô thành Giêrusalem, Giám mục Tiến sĩ Hội Thánh – lễ nhớ tự do
- 19 tháng 3: Thánh Giuse, Bạn Trăm năm của Đức Trinh Nữ Maria – lễ trọng
- 23 tháng 3: Thánh Turibiô thành Mongrovejo, Giám mục – lễ nhớ tùy chọn
- 25 tháng 3: Lễ Truyền tin – lễ trọng

### Tháng Tư
- 2 tháng 4: Thánh Phanxicô thành Paola, Ẩn tu – lễ nhớ tự do
- 4 tháng 4: Thánh Isiđorô, Giám mục Tiến sĩ Hội Thánh – lễ nhớ tự do
- 5 tháng 4: Thánh Vinh Sơn Ferrer, Linh mục – lễ nhớ tự do
- 7 tháng 4: Thánh Gioan Baotixita La San, Linh mục – lễ nhớ
- 11 tháng 4: Thánh Stanislaô, Giám mục Tử đạo – lễ nhớ
- 13 tháng 4: Thánh Martinô I, Giáo hoàng Tử đạo – lễ nhớ tự do
- 21 tháng 4: Thánh Anselmô, Giám mục Tiến sĩ Hội Thánh – lễ nhớ tự do
- 23 tháng 4: Thánh Giorgiô, Tử đạo – lễ nhớ tự do
- 23 tháng 4: Thánh Ađalbêrtô, Giám mục Tử đạo – lễ nhớ tự do
- 24 tháng 4: Thánh Fiđêlê thành Sigmaringen, Linh mục Tử đạo – lễ nhớ tự do
- 25 tháng 4: Thánh Marcô, Thánh sử – lễ kính
- 28 tháng 4: Thánh Phêrô Chanel, Linh mục tử đạo – lễ nhớ tự do
- 28 tháng 4: Thánh Louis Grignon de Montfort, Linh mục – lễ nhớ tự do
- 29 tháng 4: Thánh Catarina thành Siena, Trinh nữ Tiến sĩ Hội Thánh – lễ nhớ
- 30 tháng 4: Thánh Piô V, Giáo hoàng – lễ nhớ tự do

### Tháng Năm
- 1 tháng 5: Thánh Giuse Thợ – lễ nhớ tự do
- 2 tháng 5: Thánh Athanasiô, Giám mục Tiến sĩ Hội Thánh – lễ nhớ
- 3 tháng 5: Thánh Philipphê và Giacôbê, Tông đồ – lễ kính
- 10 tháng 5: Thánh Gioan thành Ávila, Linh mục Tiến sĩ Hội thánh – lễ nhớ tự do a
- 12 tháng 5: Thánh Nêrêô và Achillêô, Tử đạo – lễ nhớ tự do
- 12 tháng 5: Thánh Pancratiô, Tử đạo – lễ nhớ tự do
- 13 tháng 5: Đức Mẹ Fatima – lễ nhớ tự do
- 14 tháng 5: Thánh Mátthia, Tông đồ – lễ kính
- 18 tháng 5: Thánh Gioan I, Giáo hoàng Tử đạo – lễ nhớ tự do
- 20 tháng 5: Thánh Bêrnarđinô thành Siena, Linh mục – lễ nhớ tự do
- 21 tháng 5: Thánh Christôphôrô Magallanes, Linh mục và Các bạn, Tử đạo – lễ nhớ tự do
- 22 tháng 5: Thánh Rita thành Cascia, Nữ tu – lễ nhớ tự do
- 25 tháng 5: Thánh Bêđa Khả Kính, Linh mục Tiến sĩ Hội Thánh – lễ nhớ tự do
- 25 tháng 5: Thánh Grêgôriô VII, Giáo hoàng – lễ nhớ tự do
- 25 tháng 5: Thánh Maria Magđalêna thành Pazzi, Trinh nữ – lễ nhớ tự do
- 26 tháng 5: Thánh Philipphê Neri, Linh mục – lễ nhớ
- 27 tháng 5: Thánh Augustinô thành Canterbury, Giám mục – lễ nhớ tự do
- 29 tháng 5: Thánh Phaolô VI, Giáo hoàng – lễ nhớ tự do b
- 31 tháng 5: Đức Trinh nữ Maria Thăm viếng – lễ kính
- Thứ Hai sau Lễ Hiện Xuống: Đức Trinh Nữ Maria, Mẹ Hội Thánh – lễ nhớ c
- Chúa nhật Đầu tiên sau lễ Hiện xuống: Chúa Ba Ngôi – lễ trọng
- Thứ Năm sau Chúa Ba Ngôi: d Mình và Máu Thánh Chúa Kitô – lễ trọng

^a  Vào ngày 25 tháng 1 năm 2021, Đức Giáo hoàng Phanxicô đã ghi Thánh Gioan thành Ávila, Linh mục Tiến sĩ Hội thánh, vào trong Lịch Chung Rôma.
^b  Vào ngày 25 tháng 1 năm 2019, Đức Giáo hoàng Phanxicô đã ghi Thánh Phaolô VI, Giáo hoàng, vào trong Lịch Chung Rôma.
^c  Vào ngày 11 tháng 2 năm 2018, Đức Giáo hoàng Phanxicô đã ghi lễ Đức Trinh Nữ Maria, Mẹ Hội Thánh, vào trong Lịch Chung Rôma. Trong những năm lễ nhớ Mẹ Hội Thánh trùng với một lễ nhớ bắt buộc khác, thì chỉ cử hành lễ nhớ Mẹ Hội Thánh trong năm đó.
^d  Lễ trọng kính Mình và Máu Thánh Chúa Kitô có thể được dời về Chúa Nhật tiếp theo trên lịch riêng (bao gồm Việt Nam).

### Tháng Sáu
- 1 tháng 6: Thánh Justinô, tử đạo – lễ nhớ
- 2 tháng 6: Thánh Marcêllinô và Thánh Phêrô, Tử đạo – lễ nhớ tự do
- 3 tháng 6: Thánh Carôlô Lwanga và Các bạn, Tử đạo – lễ nhớ
- 5 tháng 6: Thánh Bonifaciô, Giám mục Tử đạo – lễ nhớ
- 6 tháng 6: Thánh Nôrbêrtô, Giám mục – lễ nhớ tự do
- 9 tháng 6: Thánh Ephrem, Phó tế Tiến sĩ Hội Thánh – lễ nhớ tự do
- 11 tháng 6: Thánh Barnaba, Tông đồ – lễ nhớ
- 13 tháng 6: Thánh Antôn thành Padova, Linh mục Tiến sĩ Hội Thánh – lễ nhớ
- 19 tháng 6: Thánh Rômualđô, Viện phụ – lễ nhớ tự do
- 21 tháng 6: Thánh Aloysius Gonzaga, Tu sĩ – lễ nhớ
- 22 tháng 6: Thánh Paulinô thành Nola, Giám mục – lễ nhớ tự do
- 22 tháng 6: Thánh Gioan Fisher, Giám mục và Tôma More, Tử đạo – lễ nhớ tự do
- 24 tháng 6: Sinh nhật Thánh Gioan Tẩy giả – lễ trọng
- 27 tháng 6: Thánh Cyriliô thành Alexandria, Giám mục Tiến sĩ Hội Thánh – lễ nhớ tự do
- 28 tháng 6: Thánh Irênê, Giám mục Tử đạo Tiến sĩ Hội Thánh – lễ nhớa
- 29 tháng 6: Thánh Phêrô và Phaolô, Tông đồ – lễ trọng
- 30 tháng 6: Các vị tử đạo tiên khởi của Giáo hội Rôma – lễ nhớ tự do
- Thứ Sáu tuần sau Chúa Nhật II sau Lễ Hiện Xuống: Thánh Tâm Chúa Giêsu – lễ trọng b
- Thứ Bảy sau Chúa nhật thứ hai sau Lễ Hiện Xuống: Trái Tim Vô Nhiễm Nguyên Tội Đức Trinh Nữ Maria – lễ nhớ c

^a  Danh hiệu Tiến sĩ Hội Thánh được Đức Giáo hoàng Phanxicô suy tôn cho Thánh Irênê vào ngày 21 tháng 1 năm 2022.
^b  Vào năm 2022, lễ trọng Thánh Tâm Chúa Giêsu trùng với lễ trọng sinh nhật của Gioan Tẩy Giả. Tòa Thánh giữ lễ trọng kính Thánh Tâm Chúa vào ngày 24 tháng 6 và dời lễ Sinh nhật của Gioan Tẩy giả sang ngày 23 tháng 6, ngoại trừ ở những địa điểm mà Gioan Tẩy giả là thánh bổn mạng, nơi áp dụng ngược lại.
^c  Trong những năm lễ nhớ Trái Tim Vô Nhiễm Nguyên Tội Đức Trinh Nữ Maria trùng với một lễ nhớ bắt buộc khác, cả hai lễ nhớ phải được coi là tự do cho năm đó.

### Tháng Bảy
- 3 tháng 7: Thánh Tôma, Tông đồ – lễ kính
- 4 tháng 7: Thánh Elizabeth của Bồ Đào Nha (Isabel của Aragón và Sicilia) – lễ nhớ tự do
- 5 tháng 7: Thánh Antôn Zaccaria, Linh mục – lễ nhớ tự do
- 6 tháng 7: Thánh Maria Goretti, Trinh nữ Tử đạo – lễ nhớ tự do
- 9 tháng 7: Thánh Augustinô Triệu Vinh, linh mục và Các bạn, Tử đạo – lễ nhớ tự do
- 11 tháng 7: Thánh Bênêđictô, Viện phụ – lễ nhớ
- 13 tháng 7: Thánh Henricô – lễ nhớ tự do
- 14 tháng 7: Thánh Camillô de Lellis, Linh mục – lễ nhớ tự
- 15 tháng 7: Thánh Bônavêntura, Giám mục Tiến sĩ Hội Thánh – lễ nhớ
- 16 tháng 7: Đức Mẹ Cát Minh – lễ nhớ tự do
- 20 tháng 7: Thánh Apôllinarê, Giám mục Tử đạo – lễ nhớ tự do
- 21 tháng 7: Thánh Lôrensô thành Brindisi, Linh mục Tiến sĩ Hội Thánh – lễ nhớ tự do
- 22 tháng 7: Thánh Maria Magđalêna – lễ kính a
- 23 tháng 7: Thánh Brigitta, Tu sĩ – lễ nhớ tự do
- 24 tháng 7: Thánh Sharbeliô Makhluf, linh mục – lễ nhớ tự do
- 25 tháng 7: Thánh Giacôbê, Tông đồ – lễ kính
- 26 tháng 7: Thánh Joachim và Anne, song thân Đức Trinh nữ Maria – lễ nhớ
- 29 tháng 7: Thánh Martha, Maria và Ladarô – lễ nhớ b
- 30 tháng 7: Thánh Phêrô Kim Ngôn, Giám mục Tiến sĩ Hội Thánh – lễ nhớ tự do
- 31 tháng 7: Thánh Inhaxiô nhà Loyola, Linh mục – lễ nhớ

^a  Đức Giáo hoàng Phanxicô đã thăng cấp lễ Thánh Maria Magđalêna từ lễ nhớ sáng lễ kính vào ngày 3 tháng 6 năm 2016.
^b  Đức Giáo hoàng Phanxicô đã sắc lệnh vào ngày 26 tháng 1 năm 2021 rằng Thánh Maria và Ladarô thành Betania sẽ được cử hành cùng với Thánh Martha.

### Tháng Tám
- 1 tháng 8: Thánh Anphongsô Liguori, Giám mục Tiến sĩ Hội Thánh – lễ nhớ
- 2 tháng 8: Thánh Êusêbiô thành Vercelli, Giám mục – lễ nhớ tự do
- 2 tháng 8: Thánh Phêrô Julianô Eymard, linh mục – lễ nhớ tùy chọn
- 4 tháng 8: Thánh Gioan Maria Vianney, linh mục – lễ nhớ
- 5 tháng 8: Cung hiến Vương cung thánh đường Đức Bà Cả – lễ nhớ tùy chọn
- 6 tháng 8: Chúa Hiển Dung – lễ kính
- 7 tháng 8: Thánh Sixtô II, Giáo hoàng, và Các bạn, Tử đạo – lễ nhớ tự do
- 7 tháng 8: Thánh Gaetanô, linh mục – lễ nhớ không bắt buộc
- 8 tháng 8: Thánh Đa Minh, linh mục – lễ nhớ
- 9 tháng 8: Thánh Têrêsa Bênêđicta Thánh Giá, Trinh nữ Tử đạo – lễ nhớ tự do
- 10 tháng 8: Thánh Lôrensô, Phó tế Tử đạo – lễ kính
- 11 tháng 8: Thánh Clara, Trinh nữ – lễ nhớ
- 12 tháng 8: Thánh Gioanna Phanxica de Chantal, Nữ tu– lễ nhớ tự do
- 13 tháng 8: Thánh Pontianô, Giáo hoàng và Hippôlytô, Linh mục Tử đạo – lễ nhớ tự do
- 14 tháng 8: Thánh Maximilianô Kolbe, Linh mục tử đạo – lễ nhớ
- 15 tháng 8: Lễ Đức Mẹ Hồn Xác Lên Trời – lễ trọng
- 16 tháng 8: Thánh Têphanô xứ Hungary – lễ nhớ tự do
- 19 tháng 8: Thánh Gioan Eudes, linh mục – lễ nhớ tự do
- 20 tháng 8: Thánh Bêrnarđô, Viện phụ Tiến sĩ Hội Thánh – lễ nhớ
- 21 tháng 8: Thánh Piô X, Giáo hoàng – lễ nhớ
- 22 tháng 8: Đức Trinh Nữ Maria Nữ Vương – lễ nhớ
- 23 tháng 8: Thánh Rosa thành Lima, Trinh nữ – lễ nhớ tự do
- 24 tháng 8: Thánh Barthôlômêô, Tông đồ – lễ kính
- 25 tháng 8: Thánh Louis – lễ nhớ tự do
- 25 tháng 8: Thánh Giuse Calasanz, linh mục – lễ nhớ tự do
- 27 tháng 8: Thánh Mônica – lễ nhớ
- 28 tháng 8: Thánh Augustinô thành Hippo, Giám mục Tiến sĩ Hội Thánh – lễ nhớ
- 29 tháng 8: Thánh Gioan Tẩy Giả, Tử đạo, bị trảm quyết – lễ nhớ

### Tháng Chín
- 3 tháng 9: Thánh Grêgôriô Cả, Giáo hoàng Tiến sĩ Hội Thánh – lễ nhớ
- 8 tháng 9: Sinh nhật Đức Trinh Nữ Maria – lễ kính
- 9 tháng 9: Thánh Phêrô Claver, linh mục – lễ nhớ tự do
- 12 tháng 9: Kính Danh Rất Thánh Đức Maria – lễ nhớ tự do
- 13 tháng 9: Thánh Gioan Kim Khẩu, Giám mục Tiến sĩ Hội Thánh – lễ nhớ
- 14 tháng 9: Suy tôn Thánh Giá – lễ kính
- 15 tháng 9: Đức Mẹ Sầu Bi – lễ nhớ
- 16 tháng 9: Thánh Côrnêliô, Giáo hoàng, và Cyprianô, Giám mục, Tử đạo – lễ nhớ
- 17 tháng 9: Thánh Rôbêrtô Bêllarminô, Giám mục Tiến sĩ Hội Thánh – lễ nhớ tự do
- 17 tháng 9: Thánh Hilđêgarđa Bingensiô, Trinh nữ Tiến sĩ Hội thánh – lễ nhớ tự doa
- 19 tháng 9: Thánh Gianuariô, Giám mục, Tử đạo – lễ nhớ tự do
- 20 tháng 9: Thánh Anrê Kim Tae-gon, Linh mục, Phaolô Chong Ha-sang, và Các bạn, Tử đạo – lễ nhớ
- 21 tháng 9: Thánh Mátthêu, Tông đồ Thánh sử – lễ kính
- 23 tháng 9: Thánh Piô Năm Dấu thành Pietrelcina, linh mục – lễ nhớ
- 26 tháng 9: Thánh Cosma và Đamianô, Tử đạo – lễ nhớ tự do
- 27 tháng 9: Thánh Vinh Sơn đệ Phaolô, Linh mục – lễ nhớ
- 28 tháng 9: Thánh Vêncêslaô, Tử đạo – lễ nhớ tự do
- 28 tháng 9: Thánh Lôrensô Ruiz và Các bạn, Tử đạo – lễ nhớ tự do
- 29 tháng 9: Thánh Micae, Gabriel và Raphael, Tổng lãnh Thiên thần – lễ kính
- 30 tháng 9: Thánh Giêrônimô, Linh mục Tiến sĩ Hội Thánh – lễ nhớ

^a  Vào ngày 11 tháng 2 năm 2018, Đức Giáo hoàng Phanxicô đã ghi lễ Thánh Hilđêgarđa Bingensiô, Trinh nữ Tiến sĩ Hội thánh, vào trong Lịch Chung Rôma.

### Tháng Mười
- 1 tháng 10: Thánh Têrêsa Hài Đồng Giêsu, Trinh nữ Tiến sĩ Hội Thánh – lễ nhớa
- 2 tháng 10: Các Thánh Thiên Thần Hộ Thủ – lễ nhớ
- 4 tháng 10: Thánh Phanxicô thành Assisi – lễ nhớ
- 5 tháng 10: Thánh Maria Faustina Kowalska, Trinh nữ – lễ nhớ tự dob
- 6 tháng 10: Thánh Brunô, Linh mục – lễ nhớ tự do
- 7 tháng 10: Đức Mẹ Mân Côi – lễ nhớc
- 9 tháng 10: Thánh Điônysiô, Giám mục và Các bạn, Tử đạo – lễ nhớ tự do
- Ngày 9 tháng 10: Thánh Gioan Leonardi, Linh mục – lễ nhớ tự do
- 11 tháng 10: Thánh Gioan XXIII, Giáo hoàng – lễ nhớ tự dod
- 14 tháng 10: Thánh Callistô I, Giáo hoàng Tử đạo – lễ nhớ tự do
- 15 tháng 10: Thánh Têrêsa Chúa Giêsu, Trinh nữ Tiến sĩ Hội Thánh – lễ nhớ
- 16 tháng 10: Thánh Hêđvigê, Nữ tu – lễ nhớ tự do
- 16 tháng 10: Thánh Marguerite Marie Alacoque, Trinh nữ – lễ nhớ tự do
- 17 tháng 10: Thánh Inhaxiô Antiokia, Giám mục, Tử đạo – lễ nhớ
- 18 tháng 10: Thánh Luca, Thánh sử – lễ kính
- 19 tháng 10: Thánh Gioan de Brébeuf, Isaac Jogues, Linh mục và Các bạn, Tử đạo – lễ nhớ tự do
- 19 tháng 10: Thánh Phaolô Thánh Giá, linh mục – lễ nhớ tự do
- 22 tháng 10: Thánh Gioan Phaolô II, Giáo hoàng – lễ nhớ tự doe
- 23 tháng 10: Thánh Gioan Capistrano, linh mục – lễ nhớ tự do
- 24 tháng 10: Thánh Antôn Maria Claret, Giám mục – lễ nhớ tự do
- 28 tháng 10: Thánh Simon và Giuđa, Tông đồ – lễ kính

^a  Tại Việt Nam, lễ thánh Têrêsa Hài Đồng Giêsu, Trinh nữ Tiến sĩ Hội Thánh, là lễ kính.
^b  Vào ngày 18 tháng 5 năm 2020, Đức Giáo hoàng Phanxicô đã ghi lễ Thánh Maria Faustina Kowalska, Trinh nữ, vào trong Lịch Chung Rôma.
^c  Tại Việt Nam, được kính trọng thể Đức Mẹ Mân Côi vào Chúa Nhật đầu tháng 10.
^d  Vào ngày 29 tháng 5 năm 2014, Đức Giáo hoàng Phanxicô đã ghi lễ Thánh Gioan XXIII, Giáo hoàng, vào trong Lịch Chung Rôma.
^e  Vào ngày 29 tháng 5 năm 2014, Đức Giáo hoàng Phanxicô đã ghi lễ Thánh Gioan Phaolô II, Giáo hoàng, vào trong Lịch Chung Rôma.

### Tháng Mười Một
- 1 tháng 11: Lễ Các Thánh Nam Nữ – lễ trọng
- 2 tháng 11: Cầu nguyện cho Các Linh hồn Đã Qua đời – được xếp hạng cùng bậc với các lễ trọng
- 3 tháng 11: Thánh Martinô de Porres, Tu sĩ – lễ nhớ tự do
- 4 tháng 11: Thánh Carôlô Borromeo, Giám mục – lễ nhớ
- 9 tháng 11: Cung hiến Tổng Vương cung Thánh đường Lateranô – lễ kính
- 10 tháng 11: Thánh Lêô Cả, Giáo hoàng Tiến sĩ Hội Thánh – lễ nhớ
- 11 tháng 11: Thánh Martinô thành Tours, Giám mục – lễ nhớ
- 12 tháng 11: Thánh Giôsaphát, Giám mục Tử đạo – lễ nhớ
- 15 tháng 11: Thánh Albertô Cả, Giám mục Tiến sĩ Hội thánh – lễ nhớ tự do
- 16 tháng 11: Thánh Margaret của Wessex – lễ nhớ tự do
- 16 tháng 11: Thánh Gêrtruđê, Trinh nữ – lễ nhớ tự do
- 17 tháng 11: Thánh Elisabeth nước Hungary, Nữ tu – lễ nhớ
- 18 tháng 11: Lễ Cung hiến Vương cung Thánh Đường Thánh Phêrô và Phaolô, Tông đồ – lễ nhớ tự do
- 21 tháng 11: Đức Trinh Nữ Maria Dâng mình vào Đền Thánh – lễ nhớ
- 22 tháng 11: Thánh Cêcilia, Trinh nữ Tử đạo – lễ nhớ
- 23 tháng 11: Thánh Clêmentê I, Giáo hoàng Tử đạo – lễ nhớ tự do
- 23 tháng 11: Thánh Côlumbanô, Viện phụ – lễ nhớ tự do
- 24 tháng 11: Thánh Anrê Trần An Dũng-Lạc, linh mục và Các bạn, Tử đạo – lễ nhớa
- 25 tháng 11: Thánh Catarina Alexandria, Trinh nữ Tử đạo – lễ nhớ tự do
- 30 tháng 11: Thánh Anrê, Tông đồ – lễ kính
- Chúa Nhật tuần cuối trong Mùa Thường Niên: Chúa Giêsu Kitô, Vua Vũ trụ – lễ trọng

^a  Tại Việt Nam, lễ thánh Anrê Trần An Dũng-Lạc, linh mục, và Các bạn, Tử đạo, là lễ trọng và được phép cử hành trọng thể lễ ấy vào Chúa Nhật trước lễ Chúa Giêsu Kitô, Vua Vũ trụ.

### Tháng Mười Hai
- 3 tháng 12: Thánh Phanxicô Xaviê, Linh mục – lễ nhớa
- 4 tháng 12: Thánh Gioan Đamascênô, Linh mục Tiến sĩ Hội Thánh – lễ nhớ tự do
- 6 tháng 12: Thánh Nicôla, Giám mục – lễ nhớ tự do
- 7 tháng 12: Thánh Ambrôsiô, Giám mục Tiến sĩ Hội Thánh – lễ nhớ
- 8 tháng 12: Lễ Đức Mẹ Vô Nhiễm Nguyên Tội – lễ trọng
- 9 tháng 12: Thánh Gioan Diego Cuauhtlatoatzin – lễ nhớ tự do
- 10 tháng 12: Đức Mẹ Loreto – lễ nhớ tự do b
- 11 tháng 12: Thánh Đamasô I, Giáo hoàng – lễ nhớ tự do
- 12 tháng 12: Đức Mẹ Guadalupe – lễ nhớ tự do
- 13 tháng 12: Thánh Lucia, Trinh nữ Tử đạo – lễ nhớ
- 14 tháng 12: Thánh Gioan Thánh Giá, Linh mục Tiến sĩ Hội Thánh – lễ nhớ
- 21 tháng 12: Thánh Phêrô Canisiô, Linh mục Tiến sĩ Hội Thánh – lễ nhớ tự do
- 23 thánh 12: Thánh Gioan thành Kanty, Linh mục – lễ nhớ tự do
- 25 tháng 12: Chúa Giáng Sinh – lễ trọng
- 26 tháng 12: Thánh Stêphanô, Tử đạo Tiên khởi – lễ kính
- 27 tháng 12: Thánh Gioan, Tông đồ Thánh sử – lễ kính
- 28 tháng 12: Các Thánh Anh Hài, Tử đạo – lễ kính
- 29 tháng 12: Thánh Tôma Becket, Giám mục Tử đạo – lễ nhớ tự do
- 31 tháng 12: Thánh Sylvestrô I, Giáo hoàng – lễ nhớ tự do
- Chúa Nhật trong Tuần Bát Nhật Giáng Sinh, hoặc, nếu không có Chúa Nhật nào như vậy, Thứ Sáu ngày 30 tháng 12: Thánh Gia Thất Chúa Giêsu, Mẹ Maria và Thánh Giuse – lễ kính

^a  Tại Việt Nam, lễ thánh Phanxicô Xaviê, Linh mục, là lễ kính.
^b  Vào ngày 31 tháng 10 năm 2019, Đức Giáo hoàng Phanxicô đã ghi lễ Đức Mẹ Loreto vào trong Lịch Chung Rôma.

## Lịch riêng
Ví dụ, Lịch chung được in trong Sách Lễ Rôma  và Các Giờ Kinh Phụng Vụ.  Chúng được cập nhật khi in, nhưng các lễ bổ sung có thể được thêm vào sau. Vì lý do đó, nếu những người cử hành phụng vụ không đưa vào sổ ghi chú về những thay đổi, họ phải tham khảo ấn phẩm hàng năm hiện hành, được gọi là "Ordo", dành cho quốc gia hoặc dòng tu của họ. Những ấn phẩm hàng năm này, giống như những ấn phẩm đó, bỏ qua các lễ bắt buộc trong nhà thờ thực tế nơi cử hành phụng vụ, chỉ liệt kê các lễ kỷ niệm có trong Lịch chung,  chỉ hữu ích cho năm hiện tại mà thôi, vì chúng bỏ qua các lễ kỷ niệm bị cản trở vì rơi vào Chủ Nhật hoặc trong các khoảng thời gian như Tuần Thánh và Tuần Bát Nhật Phục Sinh.
Sự phân biệt này được thực hiện khi áp dụng quyết định của Công đồng Vatican II: “Lễ kính các thánh không chiếm ưu thế hơn các lễ tưởng nhớ chính các mầu nhiệm cứu độ, nhiều lễ trong số đó nên được để cho một Giáo hội địa phương hoặc một quốc gia hoặc cộng đoàn tu sĩ cử hành; chỉ những điều đó mới nên được mở rộng cho Giáo hội hoàn vũ để tưởng nhớ các vị thánh thực sự có tầm quan trọng phổ quát." 

### Lịch giáo phận và giáo xứ
Lịch của một giáo phận thường dựa trên lịch quốc gia, với một số bổ sung. Chẳng hạn, lễ kỷ niệm cung hiến nhà thờ chính tòa được cử hành như một lễ trọng trong nhà thờ chính tòa và như một lễ kính trong tất cả các nhà thờ khác của giáo phận. Còn lễ kỷ niệm cung hiến nhà thờ như một lễ trọng tại nhà thờ đó. Ngày lễ của thánh bổn mạng chính của giáo phận được tổ chức như một lễ kính trong toàn giáo phận. 